# Liga de Fútbol de Paraná Campaña
La Liga de Fútbol de Paraná Campaña (LFPC) es una liga regional del fútbol argentino, de la Provincia de Entre Ríos. Está afiliada a la Asociación del Fútbol Argentino, a través del Consejo Federal de Fútbol, y a la Federación Entrerriana de Fútbol.
La misma se fundó el 13 de mayo de 1953. Mucho tuvo que ver el empuje de aquellos primeros fundadores para darle un formato al “fútbol chacarero”. Antes de la fecha, se había intentado organizar el fútbol de la región, pero todos esos intentos habían fracasado.

## Reorganización
Llegó el momento de tomar la posta y reorganizar el fútbol. En aquellas épocas los clubes participaban de campeonatos libres, solamente. Entonces, se decidió formar una Liga, una entidad, que una a los clubes de la región. Es así que: Atlético Hasenkamp, Independiente y Atlético de Hernandarias, Litoral y Atlético de María Grande, Deportivo Tuyango de Piedras Blancas y Unión Las Garzas, fueron los clubes fundadores de la prestigiosa Liga de Fútbol de Paraná Campaña. Siete clubes unidos por una misma pasión y con un mismo propósito: construir una Liga de Fútbol.
Hubo varias reuniones entre los dirigentes para llevar a cabo esta idea. Pero en Hasenkamp, surgió y en María Grande se culminó con la iniciativa. El 13 de mayo de 1953 los dirigentes y delegados de aquellos siete clubes se reunieron en el “Cine Rex” y esa misma noche se formó la primera Comisión Directiva de la Liga. 
En la actualidad actúan clubes pertenecientes a las siguientes ciudades: Crespo, Seguí, Viale, Tabossi, María Grande, Piedras Blancas, Hernandarias, Cerrito, Hasenkamp, Alcaraz, Bovril, Sauce de Luna, pertenecientes a los departamentos de Paraná, La Paz y Federal, de la provincia de Entre Ríos, Argentina. 

## Equipos participantes
Para la temporada 2025, se encuentran registrados 20 de los 23 clubes para disputar el torneo de fútbol:
(*) clubes que no participan
| Equipo                                       | Ciudad             | Año de fundación | Provincia  | Estadio                                |
| -------------------------------------------- | ------------------ | ---------------- | ---------- | -------------------------------------- |
| Club Atlético Juventud Unida (*)             | Bovril             | 2013             | Entre Ríos | Club Atlético Juventud Unida de Bovril |
| Club Deportivo Bovril                        | Bovril             | 1937             | Entre Ríos | Antonio Romulo Boleas                  |
| Club Unión Agrarios Cerrito                  | Cerrito            | 1922             | Entre Ríos | Club Unión Agrarios Cerrito            |
| Asociación Deportiva y Cultural              | Crespo             | 1941             | Entre Ríos | Eduardo Stiben Wirtz                   |
| Club Atlético Sarmiento                      | Crespo             | 1939             | Entre Ríos | César Bione                            |
| Club Atlético Unión de Crespo                | Crespo             | 1950             | Entre Ríos | Mundialista 25 de Agosto               |
| Club Atlético Hasenkamp                      | Hasenkamp          | 1927             | Entre Ríos | Antonio Fortunato Ruíz Moreno          |
| Club Deportivo y Cultural Juventud Sarmiento | Hasenkamp          | 1951             | Entre Ríos | Tomás Segovia                          |
| Club Atlético Litoral                        | María Grande       | 1956             | Entre Ríos | Beto Maín                              |
| Club Atlético María Grande                   | María Grande       | 1925             | Entre Ríos | Conrado Schamlé                        |
| Asociación Social y Deportiva Diego Maradona | María Grande       | 2013             | Entre Ríos | Diego Maradona                         |
| Club Social y Deportivo Tuyango              | Piedras Blancas    | 1949             | Entre Ríos | La Boca del Tigre                      |
| Club Atlético Sauce de Luna                  | Sauce de Luna      | 1931             | Entre Ríos | Único de Sauce de Luna                 |
| Club Atlético Cañadita Central               | Seguí              | 1953             | Entre Ríos | Club Atlético Cañadita Central         |
| Seguí Foot-Ball Club                         | Seguí              | 1933             | Entre Ríos | Seguí Foot-Ball Club                   |
| Club Social y Deportivo Tabossi              | Tabossi            | 1987             | Entre Ríos | Ricardo ''Caro'' Dettler               |
| Club Atlético Arsenal                        | Viale              | 1955             | Entre Ríos | 5 de Octubre                           |
| Viale Foot-Ball Club                         | Viale              | 1925             | Entre Ríos | Leandro Cecotti                        |
| Club Atletico Unión de Viale                 | Viale              | 1943             | Entre Ríos | Miguelo Narduzzi                       |
| Unión Foot-Ball Club Alcaraz (*)             | Villa Alcaraz      | 1972             | Entre Ríos | Raúl Navarro                           |
| Club Atlético Hernandarias                   | Villa Hernandarias | 1927             | Entre Ríos | Club Atlético Hernandarias             |
| Independiente Foot-Ball Club                 | Villa Hernandarias | 1929             | Entre Ríos | Dr. Federico Cocco                     |
| Club Atlético Brugo (*)                      | Pueblo Brugo       | 2021             | Entre Ríos | Gigante                                |

## Historial
| Año     | Campeón                       | Final Resultados    | Subcampeón                  |
| ------- | ----------------------------- | ------------------- | --------------------------- |
| 1953    | Atletico María Grande         | 3-1                 | Atletico Hasenkamp          |
| 1954    | Atletico Hasenkamp            | 2-1                 | Atletico María Grande       |
| 1955    | Atletico María Grande         | 2-0                 | Union Agrarios Cerrito      |
| 1956    | Atletico Hasenkamp            | 3-2                 | Independiente FBC           |
| 1957    | C. A. Unión (Viale)           | 1-0                 | Atletico María Grande       |
| 1958    | Atlético María Grande         | 3-0                 | Segui FBC                   |
| 1959    | Independiente FBC             | 2-1                 | Atletico Hasenkamp          |
| 1960    | Independiente FBC             | 1-0                 | Atletico Hernandarias       |
| 1961    | Atletico Hernandarias         | 5-2                 | Viale FBC                   |
| 1962    | Independiente FBC             | 2-1                 | Atletico María Grande       |
| 1963    | Union Agrarios Cerrito        | 5-1                 | Segui FBC                   |
| 1964    | Unión Agrarios Cerrito        | 2-0                 | Independiente FBC           |
| 1965    | Unión Agrarios Cerrito        | 3-2                 | Viale FBC                   |
| 1966    | Seguí FBC                     | 1-0                 | Deportivo Tuyango           |
| 1967    | Union Agrarios Cerrito        | 2-1                 | Juventud Sarmiento          |
| 1968    | Juventud Sarmiento            | 1-0                 | Atletico María Grande       |
| 1969    | Union Agrarios Cerrito        | 3-1                 | Deportivo Bovril            |
| 1970    | Viale FBC                     | 4-0                 | Union Agrarios Cerrito      |
| 1971    | Union Agrarios Cerrito        | 3-2                 | Atletico Hernandarias       |
| 1972    | Atletico Hernandarias         | 3-1                 | Atletico María Grande       |
| 1973    | Independiente FBC             | 6-2                 | Viale FBC                   |
| 1974    | Viale FBC                     | 4-2                 | Seguí FBC                   |
| 1975    | Independiente FBC             | 2-1                 | Deportivo Bovril            |
| 1976    | Atletico Hasenkamp            | 2-0                 | Viale FBC                   |
| 1977    | Atletico Hasenkamp            | 1-0                 | Deportivo Tuyango           |
| 1978    | Viale FBC                     | 2-0                 | Atletico Hernandarias       |
| 1979    | Union Agrarios Cerrito        | 2-1                 | Aletico Hernandarias        |
| 1980    | Deportivo Tuyango             | 5-1                 | Juventud Sarmiento          |
| 1981    | Club Atlético María Grande    | 1-0 6-0             | Sarmiento de Crespo         |
| 1982    | Independiente FBC             |                     | Union Agrarios Cerrito      |
| 1983    | Deportivo Bovril              | ???                 | Independiente FBC           |
| 1984    | Club Atlético María Grande    | ???                 | Deportivo Bovril            |
| 1985    | Club Atlético María Grande    | 2-0 4-2             | Club Atlético Hernandarias  |
| 1986    | Club Atlético María Grande    | ???                 | Independiente FBC           |
| 1987    | Club Atlético María Grande    | ???                 | Deportivo Bovril            |
| 1988    | Club Unión Agrarios Cerrito   | ???                 | Club Atlético Litoral       |
| 1989    | Club Unión Agrarios Cerrito   | ???                 | Cañadita Central            |
| 1990    | Club Atlético María Grande    | ???                 | Juventud Sarmiento          |
| 1991    | Club Atlético Hasenkamp       | ???                 | Club Atlético Arsenal       |
| 1992    | Viale FBC                     | ???                 | Club Atlètico Hasenkamp     |
| 1993    | Club Unión Agrarios Cerrito   | 1-0 4-1             | Unión FC                    |
| 1994    | Unión FC                      | 1-0                 | Club Atlético María Grande  |
| 1995    | Deportivo Bovril              | 3-2 4-1             | Club Atlético María Grande  |
| 1996    | Viale FBC                     | 3-4 2-1             | Unión FC                    |
| 1997    | Seguí FBC                     | 2-1 0-2 3-1         | Deportivo Bovril            |
| 1998    | Unión FC                      | 3-1 1-3 2-0         | Club Atlético Arsenal       |
| 1999    | Viale FBC                     | 1-1 1-0             | Club Atlético Arsenal       |
| 2000    | Universitario de Deportes     | 2-0 5-1             | Club Atlético Hernandarias  |
| 2001    | Universitario de Deportes     | 1-1 2-1             | Independiente FBC           |
| 2002    | Club Atlético Hasenkamp       | 2-2 2-1             | Cañadita Central            |
| 2003    | Club Atlético Hernandarias    | 3-2 1-1             | Universitario de Deportes   |
| 2004    | Club Unión Agrarios Cerrito   | 1-0 3-0             | Club Atlético Litoral       |
| 2005    | Juventud Sarmiento            | 0-0 5-1             | Club Atlético Litoral       |
| 2006    | Club Atlético María Grande    | 2-2 2-1             | Club Atlético Hernandarias  |
| 2007    | Club Atlético María Grande    | 1-1 2-0             | Independiente FBC           |
| 2008    | Club Atlético Arsenal         | 2-4 2-0 1-0         | Club Atlético María Grande  |
| 2009    | Juventud Sarmiento            | 1-1 2-1             | Club Atlético María Grande  |
| 2010    | Club Atlético Arsenal         | 2-0 1-2 0-0 (3-2)   | Viale FBC                   |
| 2011    | Deportivo Tabossi             | 1-0 1-1             | Club Atlético Arsenal       |
| 2012    | Club Atlético Arsenal         | 2-1 1-1             | Club Atlético Hasenkamp     |
| 2013    | Viale FBC                     | 3-1                 | Deportivo Bovril            |
| 2014    | Club Atlético Litoral         | 1-0 2-0             | Club Unión Agrarios Cerrito |
| 2015    | Club Unión Agrarios Cerrito   | 1-2 3-2 2-0         | Viale FBC                   |
| 2016    | Viale FBC                     | 1-1 1-0             | Club Atlético Arsenal       |
| 2017    | Club Unión Agrarios Cerrito   | 1-0                 | Independiente FBC           |
| 2018    | Club Unión Agrarios Cerrito   | 2-0 2-1             | Club Atlético Arsenal       |
| 2019    | Club Atlético Arsenal         | 1-1 1-0             | Independiente FBC           |
| 2020    | No se jugó                    |                     |                             |
| 2021    | Club Atlético Arsenal         | 1 - 1 1 - 1 (5 - 4) | Cañadita Central            |
| 2022    | Club Atlético Arsenal         | 2 - 04 - 1          | Club Atlético Litoral       |
| C.2022  | Club Unión Agrarios Cerrito   |                     | Viale FBC                   |
| 2023    | Club Unión Agrarios Cerrito   | 3 - 1 1 - 1         | Club Atlético María Grande  |
| Ap.2024 | Club Unión Agrarios Cerrito   | 1-0 3-1             | Cañadita Central            |
| Cl.2024 | Club Unión Agrarios Cerrito   | 1-0 0-1 penales 3-1 | Cañadita Central            |
| ap.2025 | Club Atlético Unión de Crespo | 0-0 1-0             | Cañadita Central            |

## Títulos por club
| Equipo                               | Títulos | Campeonatos                                                     |
| ------------------------------------ | ------- | --------------------------------------------------------------- |
| Club Unión Agrarios Cerrito          | 18      | 1963,64,65,67,69,71,79,88,89,93,2004,15,17,18,Co22,23,Ap24,Cl24 |
| Atlético María Grande                | 11      | 1953,55,58,81,84,85,86,87,90,2006,07                            |
| Viale Foot-Ball Club                 | 8       | 1970,74,78,92,96,99,2013,16                                     |
| Independiente Foot-Ball Club         | 6       | 1959,60,62,73,75,82                                             |
| Club Atlético Arsenal (Viale)        | 6       | 2008,10,12,19,21,22                                             |
| Club Atlético Hasenkamp              | 6       | 1954,56,76,77,91,2002                                           |
| Club Atlético Hernandarias           | 3       | 1961,72,2003                                                    |
| Juventud Sarmiento (Hasenkamp)       | 3       | 1968,2005,09                                                    |
| Deportivo Bovril                     | 2       | 1983,95                                                         |
| Seguí Foot Ball Club                 | 2       | 1966,97                                                         |
| Union Foot-Ball Club (Alcaraz)       | 2       | 1994,1998                                                       |
| Universitario de Deportes (VLSM)     | 2       | 2000,01                                                         |
| Club Atlético Unión de Crespo        | 1       | 2025ap                                                          |
| Club Atlético Litoral (María Grande) | 1       | 2014                                                            |
| Deportivo Tabossi                    | 1       | 2011                                                            |
| Deportivo Tuyango (Piedras Blancas)  | 1       | 1980                                                            |
| Atlético Unión (Viale)               | 1       | 1957                                                            |

(*) Club desaparecido.
- Datos: Q5976029

|